# Farnley Tyas
Farnley Tyas – wieś w Anglii, w hrabstwie ceremonialnym West Yorkshire, w dystrykcie metropolitalnym Kirklees. Leży 25 km na południowy zachód od miasta Leeds i 258 km na północny zachód od Londynu. Farnley Tyas jest wspomniana w Domesday Book (1086) jako Fereleia/Ferlei.